# Biledulgerid
Le Biledulgerid, ou Bidulgérid, est un territoire traversant l'Afrique du Nord de la côte atlantique jusqu'à l'actuelle Égypte, séparé de la Barbarie par l'Atlas, au Nord, et limité au Sud par le Sahara. Il est divisé en deux parties: Biledulgerid orientale et Biledulgerid occidentale,.

## Étymologie
biledulgerid est un nom d'origine arabe:
- biledu: (biléd) (بلاد) : pays
- lgerid: (el-gerid,al-gerid)  ( الجريد) : les palmes

-le pays des palmes ou le pays des palmiers.

## Les cartes
Au XVIIIe siècle, la région est assimilée au Jérid sur certaines cartes d'Afrique sur la base de l'étymologie similaire des deux noms. Pourtant, des cartes contemporaines montrent que la région appelée Biledulgerid par les Européens s'étendait bien au-delà des limites du Jérid,.
L'emplacement de Biledulgerid est différent selon les cartes et les dates  auxquelles elles ont été tracées:

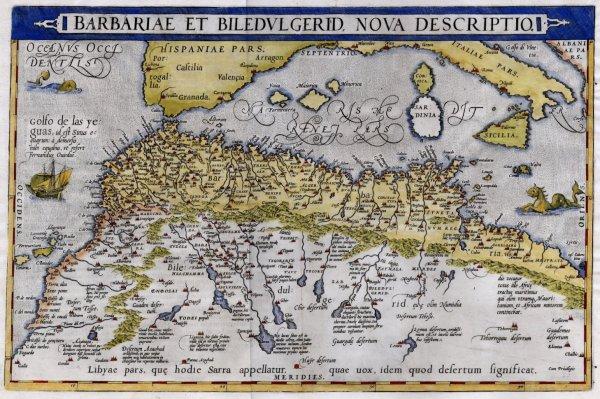
Une carte portugaise datant de 1588: Biledulgerid s'étend des cotes atlantiques marocaine jusqu'au sud de l'actuelle Tunisie.
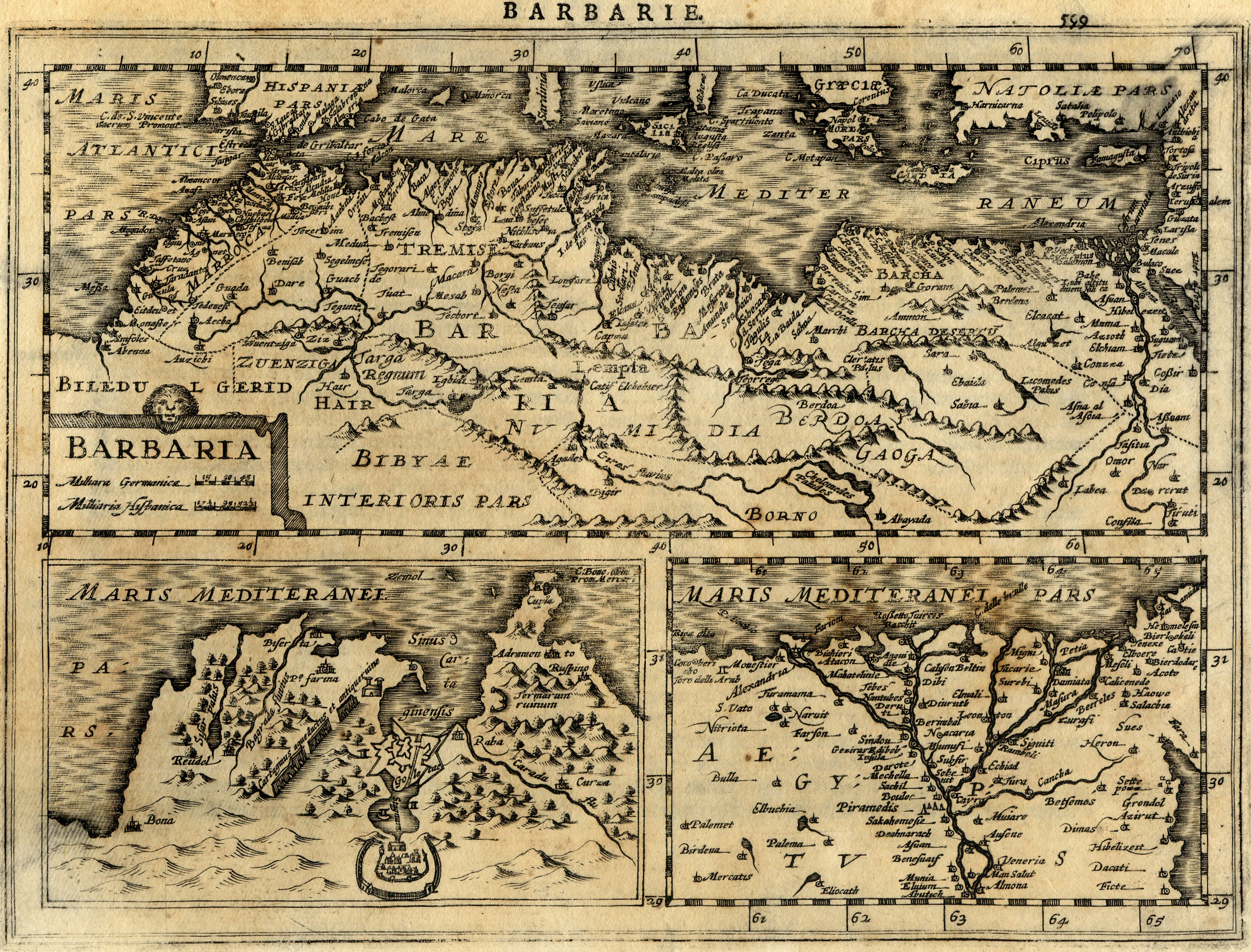
Carte de 1630 situant Biledulgerid au sud du Maroc.
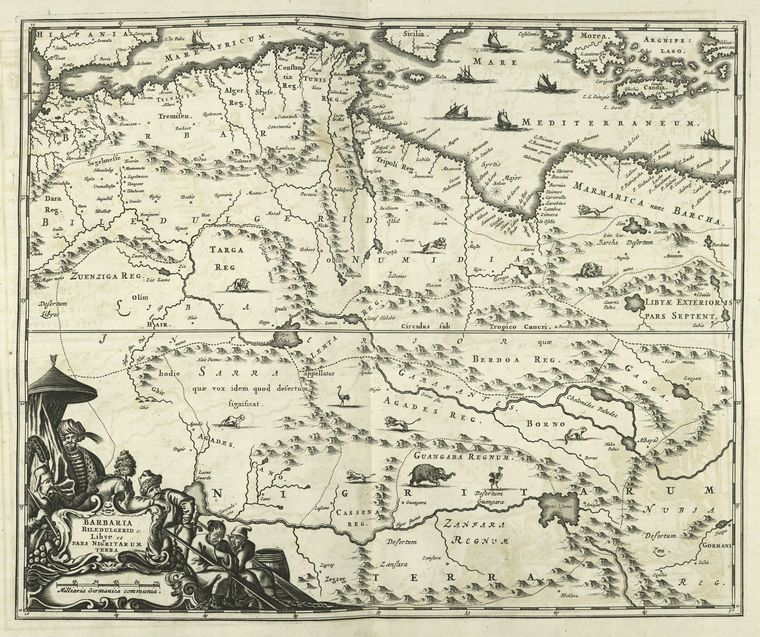
Une carte datant de 1670.
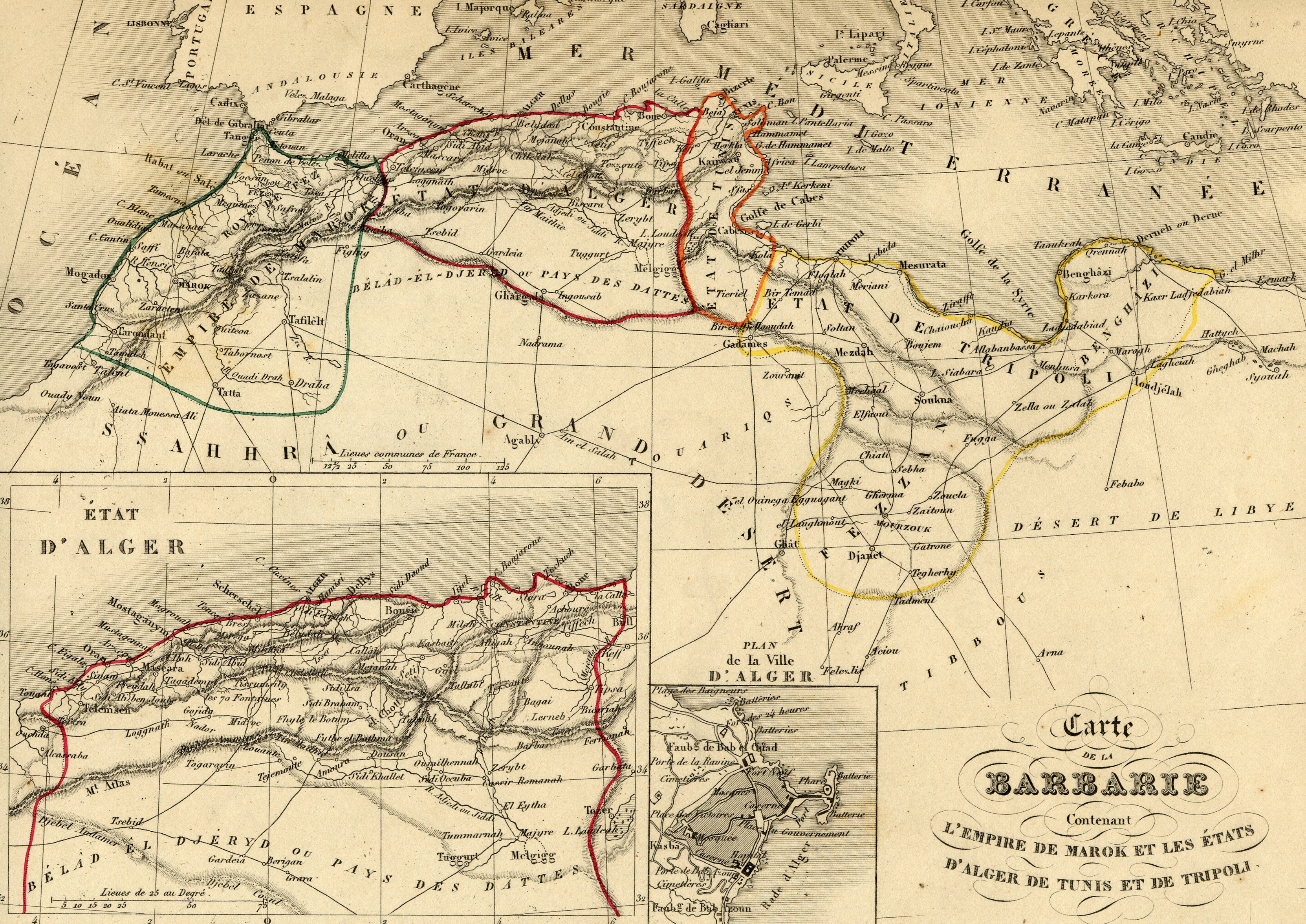
Une carte du Maghreb de 1843 indiquant que Biledulgerid se trouve au sud de l'Algérie.